# 英韬
英韬（1925年6月—2012年3月25日），原名杨筠生，男，天津人，中国近现代漫画家，毕业于华北联合大学。。

## 生平
1925年，英韬出生在天津市，取名“杨筠生”。
1949年，英韬从华北联合大学艺术学院美术系毕业。大学毕业后，英韬先后出任《人民铁道报》编辑、记者，《人民日报》美术组编辑，《人民日报》文学艺术部副主任，《讽刺与幽默》主编。
2012年3月25日，英韬因膀胱癌在北京市病逝。

## 评价
漫画家徐鹏飞：“英韬先生的逝世是《讽刺与幽默》的巨大损失，也是中国漫画界的巨大损失。 ”